# Colonia del Borneo del Nord
La Colonia della Corona del Borneo del Nord è stata una colonia della corona britannica nella costa settentrionale dell'isola di Borneo, fondata nel 1946 poco dopo la dissoluzione dell'Amministrazione militare inglese del Borneo. La Colonia della Corona di Labuan si unì a quella del Borneo del Nord durante la sua fondazione. A questa colonia succedette lo stato di Sabah attraverso la fondazione della Federazione malese il 16 settembre 1963.

## Storia
Il 16 ottobre 1947, sette delle isole del Borneo nordorientale controllate dagli inglesi, chiamate Isole Tartarugha, insieme a Mapun e alle isole Mangsee furono cedute al governo filippino a seguito di un trattato segnato in precedenza tra il Regno Unito e gli Stati Uniti. Tali isole formano ora una parte di Mimaropa e della Regione Autonoma nel Mindanao Musulmano.

## Governatori della colonia

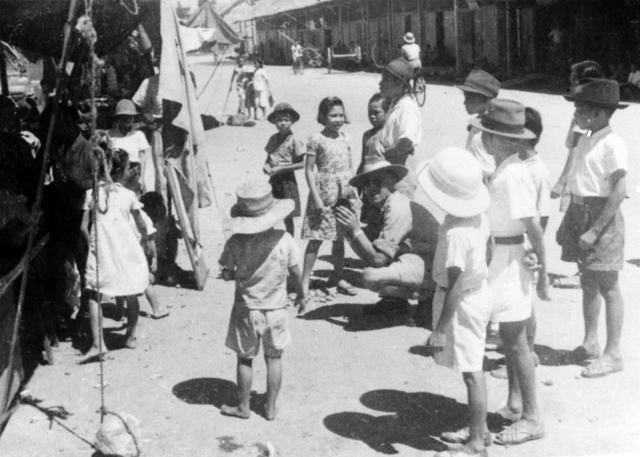
Bambini del Borneo del Nord filmati da rappresentanti del Governo d'Australia nel 1946.

Edward Francis Twining, primo governatore della colonia del Borneo del Nord (Tuan Yang Terutama Gabenor Koloni Mahkota British Borneo Utara in malese), fu nominato come tale dal re Giorgio VI; tale posizione fu creata dal Governo Britannico sotto la cessione del Borneo del Nord dalla North Borneo Chartered Company. La nomina del governatore della colonia, iniziata da Giorgio VI, fu continuata dalla regina Elisabetta II, fino all'auto-nomina del Borneo del Nord del 31 agosto 1963 e la formazione della Federazione della Malesia del 16 settembre dello stesso anno, dopo la quale il titolo fu cambiato in 'Tuan Yang Terutama Yang di-Pertua Negeri Sabah', che vuol dire "Sua Eccellenza Governatore di Sabah", o "Sua Eccellenza Capo di Stato di Sabah", e la nomina fu quindi fatta da Yang di-Pertuan Agong, o comunque dal re di Malesia.

### Lista dei governatori
| Governatore                      | Inizio | Fine |
| -------------------------------- | ------ | ---- |
| Edward Francis Twining           | 1946   | 1949 |
| Herbert Ralph Hone               | 1950   | 1954 |
| Roland Evelyn Turnbull           | 1954   | 1959 |
| William Allmond Codrington Goode | 1959   | 1963 |